# Liste des membres du Conseil national suisse
Cette liste énumère les 200 membres du Conseil national suisse.
Pour les abréviations, voir leur signification sous partis politiques suisses. Pour les 46 membres du Conseil des États, voir la liste correspondante.